# Grace Coolidge

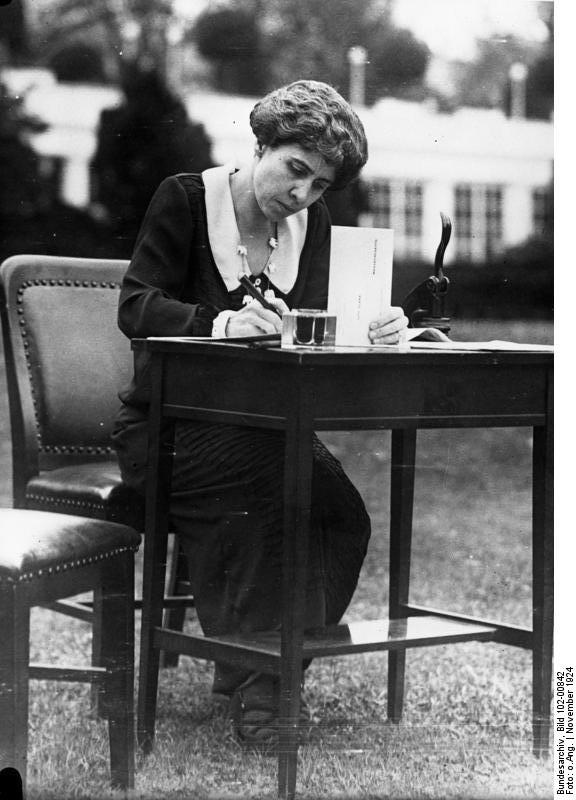
Grace Coolidge (1924)

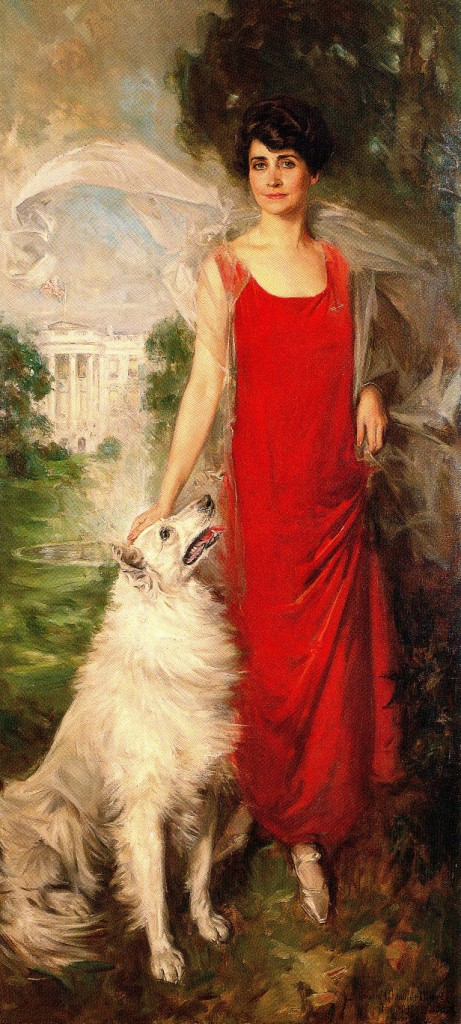
Grace Coolidge

Grace Anna Goodhue Coolidge (* 3. Januar 1879 in Burlington, Vermont; † 8. Juli 1957 in Northampton, Massachusetts) war die Ehefrau des US-Präsidenten Calvin Coolidge und die First Lady der Vereinigten Staaten von 1923 bis 1929.
Ihr Vater war Maschinenbauingenieur Andrew Issaclar Goodhue, ihre Mutter war Lemira Barrett Goodhue. Grace war ein Einzelkind.
Im Frühling 1905 traf sie das erste Mal auf Coolidge. Das Paar heiratete am 4. Oktober desselben Jahres in ihrem Elternhaus in Burlington. Sie hatten zwei Kinder: John Coolidge (1906–2000) und Calvin Coolidge jr. (1908–1924), letzterer starb an den Folgen einer Blutvergiftung.
Grace Coolidge wurde auf dem Plymouth Notch Cemetery begraben.

## Schriften (Auswahl)
- The Real Calvin Coolidge. In: Good Housekeeping. April 1935.
- An Autobiography. High Plains Publ., Worland, Wy. 1992, ISBN 1-881019-10-2.